# Nowogród (gromada w powiecie łomżyńskim)
Nowogród – dawna gromada, czyli najmniejsza jednostka podziału terytorialnego Polskiej Rzeczypospolitej Ludowej w latach 1954–1972.
Gromady, z gromadzkimi radami narodowymi (GRN) jako organami władzy najniższego stopnia na wsi, funkcjonowały od reformy reorganizującej administrację wiejską przeprowadzonej jesienią 1954 do momentu ich zniesienia z dniem 1 stycznia 1973, tym samym wypierając organizację gminną w latach 1954–1972.
Gromadę Nowogród z siedzibą GRN w mieście Nowogród utworzono 31 grudnia 1959 w powiecie łomżyńskim w woj. białostockim z obszaru zniesionych gromad Mątwica i Chmielewo.
1 stycznia 1969 do gromady Nowogród przyłączono wsie Baliki, Ptaki i Serwatki z miasta Nowogród.
1 stycznia 1972 do gromady Nowogród przyłączono wieś Kupnina z gromady Rogienice Wielkie w tymże powiecie, tereny rolne o obszarze 1.281,46 ha z miasta Nowogród w tymże powiecie oraz lasy i wieś Morgowniki o powierzchni 235,02 ha z gromady Zbójna w powiecie kolneńskim.
Gromada przetrwała do końca 1972 roku, czyli do kolejnej reformy gminnej.